# 大阪モノレール本線
本線（ほんせん）は、大阪府豊中市の大阪空港駅から門真市の門真市駅を結ぶ大阪モノレールの跨座式モノレール路線である。
正式な路線名は大阪モノレール線（おおさかモノレールせん）であるが、これは支線である国際文化公園都市モノレール線（彩都線）開業前に決められたものであり、彩都線開業後は、彩都線を含めた大阪モノレールの全路線を「大阪モノレール」と呼称していることから、案内上当線は「大阪モノレール線」ではなく「本線」と呼称されている。
北大阪地区のターミナルである千里中央から、大阪国際空港（伊丹空港）や万博記念公園などへのアクセス路線として利用されている。
大阪モノレール線は、営業距離が日本最長のモノレールで、2011年に中国・重慶市で重慶軌道交通3号線が開業するまでは、ギネス世界記録でも認められた世界最長の営業距離を持つモノレールであった。そのため、主要駅のコンコースにはギネスブックの認定書が設置されている。

## 概要
大阪国際空港（伊丹空港） - 国道176号交点（柴原阪大前駅付近）までは大阪府道11号大阪国際空港線区域内に、国道176号交点 - 門真市駅間は大阪府道2号大阪中央環状線区域内（一部、高速自動車国道部と重用）にそれぞれ建設され、柴原阪大前駅 - 万博記念公園駅間は中国自動車道と、万博記念公園駅 - 門真市駅間は近畿自動車道と並走している。
彩都線が分岐する万博記念公園駅を除き、全ての駅が1面2線の島式ホームとなっている。
大阪モノレール線は大阪市を中心に放射状に延びる私鉄を環状に接続し、周辺都市間の移動の確保を図るために建設された。大阪市内中心部を通らないため、また蛍池駅付近の用地買収の難航で大阪国際空港までの延伸が遅れたことから、開業当初は赤字に苦しんでいた。事実、大阪国際空港へ延伸されるまではエキスポランド（現在のEXPOCITY）利用客やガンバ大阪主催試合の観客輸送に頼っていた。しかし、国内線のみとなった後も利用客の多い大阪国際空港への延伸を果たし、加えてほぼ同時期になった門真市駅への延伸後は北摂方面と京阪電鉄沿線とが結ばれることとなり、空港の利用客とパナソニックグループの各社に通勤する社員の恩恵を受けることとなった。それらのおかげで以後は少しずつ黒字基調となっている。
路線はすべて大阪府道の区域内を通過し、軌道法の適用を受けたため、建設にあたっては国から高率の補助を受けた。また、軌道及び橋脚部は道路施設の扱いとなり（大阪モノレール専用道）、駅と車庫以外は道路予算で建設されるなど運営会社である大阪モノレールとしての減価償却負担が軽くなっているため、第三セクター運営の路線としては珍しく好成績を上げている。
宇野辺駅 - 南茨木駅間で東海道本線（JR京都線）をオーバークロスするが、同線との乗り換え駅はない。建設が決まった当初は当時の国鉄に乗り換え用の新駅を建設するか、もしくは東海道本線の茨木駅を移転するよう要請したものの、当時の財政事情からそれが許されず、JRとは連絡しない形となった。宇野辺駅は開業時は茨木駅と名付けられていたが、JRの茨木駅とは大きく離れており、乗り換えできると勘違いする乗客が多かったため、大阪空港駅への延伸時に現在の宇野辺駅に改称された。
門真市駅から先、瓜生堂方面への延伸計画があり、建設工事が行われている（後述）。

### 路線データ
- 路線距離（営業キロ）：21.2 km
- 方式：跨座式モノレール
- 駅数：14駅（起終点駅含む）
- 複線区間：全線
- 電化方式：直流1500 V
- 閉塞方式：車内信号式
- 営業最高速度：75 km/h[3]
- 最急勾配：50 ‰（少路 - 千里中央間・摂津 - 南摂津間）
- 最急曲線：半径100 m（蛍池 - 柴原阪大前間）
- 走行方向：左側通行
- 混雑率：79 %（2020年度：宇野辺駅→万博記念公園駅間）[6]

## 運行形態
朝と深夜以外は平日10 - 12分間隔、土休日12分間隔での運転で、一部の列車を除き万博記念公園駅で彩都線の列車に接続する。大阪空港駅 - 門真市駅間全線の直通運転が基本だが、早朝や深夜を中心に南茨木駅・万博記念公園駅・千里中央駅を始終着とする区間列車が運行されている。また、平日の朝と夕方以降に彩都線定期直通列車が千里中央駅 - 彩都西駅間で運行されるほかは千里中央から彩都線へ直通臨時列車が運行される。彩都線直通列車運行中は、千里中央駅 - 万博記念公園駅間では約5分おきの運転となる。行楽シーズンの土曜・休日には万博記念公園の行楽や市立吹田サッカースタジアムでのサッカーの試合に対応するために、臨時列車を千里中央駅（一部大阪空港駅） - 南茨木駅・門真市駅間に運転し（稀に千里中央駅 - 万博記念公園駅間の列車が設定されることもある）、この区間は定期列車を含めて6分間隔の運転となる。2017年6月3日のダイヤ改正で休日のみ16時台から18時台にかけて、門真市駅 - 千里中央駅間の区間列車が定期列車として設定されたが、2021年12月11日のダイヤ改正で取りやめられた。朝ラッシュ時は7 - 8分間隔の運転となる。彩都線直通列車の運転時間帯の千里中央駅 - 万博記念公園駅間は朝ラッシュ時が3 - 6分間隔、夜が4 - 6分間隔の運転となる。
ラッシュ時に列車遅延が多発していたことに対処するため、2010年3月28日のダイヤ改正で「ゆとりダイヤの拡充」が行われ、主要駅の停車時間拡大に伴い所要時間が長くなっている。
ワンマン運転を行っているため、車掌用のベルがあるが、使用されていない（彩都線も同様）。
運転士に運転速度を指示する信号は、0,25,35,50,75の5段階（速度の単位は km/h）である（彩都線も同様）。実際の運転は、路面の速度制限の数字に従い運転する。

## 歴史
本線は大阪空港 - 南茨木間を第1期事業、南茨木 - 門真市間を第2期事業として整備されたが、大阪空港 - 柴原駅（現在の柴原阪大前駅）間で建設反対運動が起こったため、大阪空港までの開業を待たずに第2期事業である南茨木 - 門真市駅間を着工した。
- 1990年（平成2年）6月1日：千里中央 - 南茨木間が開業[1][2]。
- 1994年（平成6年）9月30日：柴原（現在の柴原阪大前） - 千里中央間が開業[1][8]。
- 1997年（平成9年）
  - 4月1日：大阪空港 - 柴原間が開業[1][9]。茨木駅を宇野辺駅に改称[1][9]。
  - 8月22日：南茨木 - 門真市間が開業[1][9]。
- 2018年（平成30年）
  - 6月18日：大阪府北部地震により全線で運転見合わせになる[10][11]。
  - 6月20日：大阪空港 - 万博記念公園間で運転再開[10][12][13]。
  - 6月22日：万博記念公園 - 南茨木間で運転再開[14][15]。
  - 6月23日：南茨木 - 門真市間で運転再開[16][17]。
  - 6月24日：部品が落下する可能性のある車両が見つかったため始発から運行を取り止めた[18][17]。翌日始発より運転再開[17]。
- 2019年（令和元年）10月1日：柴原駅を柴原阪大前駅に改称[19]。
- 2020年（令和2年）6月1日：運営会社が大阪高速鉄道株式会社から大阪モノレール株式会社に社名変更[20]。
- 2033年（令和15年）：門真市 - （仮称）瓜生堂間が開業（予定）[21]。

## 延伸計画
元々は大阪国際空港と堺泉北臨海工業地帯を結ぶという壮大な構想から始まったものであり、大阪府道2号大阪中央環状線に沿って堺市方面まで延伸する計画で、1989年の運輸政策審議会答申第10号には、大阪国際空港 - 門真間が「目標年次（2005年）までに整備することが適当である区間」、門真 - 茨田 - 荒本・堺方面および大阪国際空港から伊丹付近を経て武庫之荘方面が「今後路線整備について検討すべき区間・方向」として示されたが、2004年の近畿地方交通審議会答申第8号では、「京阪神圏において、中長期的に望まれる鉄道ネットワークを構成する新たな路線」に門真市から東大阪市瓜生堂（近鉄奈良線との交点で八戸ノ里駅と若江岩田駅のほぼ中間点）までが大阪モノレール線の延伸案として示されたにとどまっている。
もっとも、2012年には大阪府による交通体系見直し案により、堺までの延伸を2050年までに行う方針や、兵庫県と調整のうえで大阪空港駅から大阪国際空港をくぐり西へ延伸する案を検討することがまとめられ、延伸計画を継続する方向性が再度示された。
門真市 - 瓜生堂間については、2013年4月に大阪府知事の松井一郎が「2001年度から続く黒字経営を府民に還元するべき」として事業化に向けたルート等検討業務の開始を関係各部局に指示した。これに伴い、ルート等検討業務を第1四半期に一般競争入札で発注。検討結果を踏まえて、府庁内で協議に入り、2016年1月に開催された戦略会議で、2019年度の着工、2029年度の開通を目指すとした。その後詳細なルートの検討を行い、2018年7月11日付で国土交通大臣宛に軌道法第3条に基づく運輸事業特許（門真市 - 瓜生堂間8.9 kmの延伸）を申請、国土交通省は2019年3月19日付で申請通り特許し、国土交通省近畿運輸局にて特許状を交付した。特許申請時点で総事業費約1,050億円（うちインフラ部事業費約740億円）を想定しており、インフラ部については社会資本整備総合交付金を充当し国庫補助金以外は大阪府・東大阪市・大阪市が負担、それ以外については日本政策投資銀行とその他の金融機関からの借入金でまかなう計画としている。
2020年7月に、大阪府都市整備部の職員が、延伸事業に関する入札資料の一部を業者に漏らしていたことが判明し、府は入札を一時停止。大阪府警察はこの職員を、同年9月24日に地方公務員法に於ける守秘義務違反の容疑で書類送検した。
2024年4月の発表によると、2023年にボーリング調査をした結果、終点の（仮称）瓜生堂駅付近の地盤が想定より軟弱であることが判明したため、駅舎の工法の見直しによって工期が延び、瓜生堂延伸開業の目標は2033年度に延期された。府の2024年度建設事業評価審議会によると、延伸事業費は（以下約）786億円から1442億円へ増加したが、8割が労務費や鋼材、コンクリートの物価高騰によるもので、工法の見直しによって増加分の12%の費用が縮減され、再々評価後のB/Cは事業全体・30年の計算でも1.23であることから、事業継続が決定された。

## 駅一覧
全駅大阪府内に所在。

### 営業中の区間
| 駅番号 | 駅名           | 駅間 キロ | 営業 キロ | 接続路線                                               | 所在地 |
| ------ | -------------- | --------- | --------- | ------------------------------------------------------ | ------ |
| 11     | 大阪空港駅     | -         | 0.0       |                                                        | 豊中市 |
| 12     | 蛍池駅         | 1.4       | 1.4       | 阪急電鉄： 宝塚本線 (HK-47)                            | 豊中市 |
| 13     | 柴原阪大前駅   | 1.7       | 3.1       |                                                        | 豊中市 |
| 14     | 少路駅         | 1.7       | 4.8       |                                                        | 豊中市 |
| 15     | 千里中央駅     | 1.8       | 6.6       | 北大阪急行電鉄： M 南北線 (M08)                        | 豊中市 |
| 16     | 山田駅         | 1.9       | 8.5       | 阪急電鉄： 千里線 (HK-94)                              | 吹田市 |
| 17     | 万博記念公園駅 | 1.4       | 9.9       | 大阪モノレール：国際文化公園都市モノレール線（彩都線） | 吹田市 |
| 18     | 宇野辺駅       | 2.2       | 12.1      |                                                        | 茨木市 |
| 19     | 南茨木駅       | 1.2       | 13.3      | 阪急電鉄： 京都本線 (HK-68)                            | 茨木市 |
| 20     | 沢良宜駅       | 1.2       | 14.5      |                                                        | 茨木市 |
| 21     | 摂津駅         | 1.5       | 16.0      |                                                        | 摂津市 |
| 22     | 南摂津駅       | 1.8       | 17.8      |                                                        | 摂津市 |
| 23     | 大日駅         | 2.1       | 19.9      | 大阪市高速電気軌道： 谷町線 (T11)                      | 守口市 |
| 24     | 門真市駅       | 1.3       | 21.2      | 京阪電気鉄道： 京阪本線 (KH13)                         | 門真市 |

- 駅はないが、蛍池駅 - 柴原阪大前駅間にある半径100メートルの急カーブの途中で大阪府池田市をかすめて走る。また、大阪空港駅付近は複雑に大阪府豊中市域、池田市域と兵庫県伊丹市域が入り組んでおり、モノレールの路線も各市を通過している。大阪空港駅の駅舎は豊中市と池田市にまたがっているが、駅長室の場所から駅所在地は豊中市となっている。

### 延伸予定区間
軌道法特許にかかる国土交通省運輸審議会の配付資料および大阪モノレール延伸事業パンフレットに基づく。門真市駅以外の駅名は全て仮称、駅番号は未発表。
| 駅番号 | 駅名（仮称） | 駅間 キロ | 接続路線                                                   | 所在地   |
| ------ | ------------ | --------- | ---------------------------------------------------------- | -------- |
| 24     | 門真市駅     | -         | 京阪電気鉄道： 京阪本線 (KH13)                             | 門真市   |
|        | 松生町駅     | 0.8       |                                                            | 門真市   |
|        | 門真南駅     | 1.8       | 大阪市高速電気軌道： 長堀鶴見緑地線（門真南駅:N27）        | 門真市   |
|        | 鴻池新田駅   | 1.9       | 西日本旅客鉄道： 片町線（学研都市線）（鴻池新田駅:JR-H37） | 東大阪市 |
|        | 荒本駅       | 2.4       | 近畿日本鉄道：C けいはんな線（荒本駅:C24）                 | 東大阪市 |
|        | 瓜生堂駅     | 2.0       | 近畿日本鉄道：A 奈良線                                     | 東大阪市 |

- 門真南駅 - 鴻池新田駅間で大阪市鶴見区と大東市を通るが、いずれも駅は設置されない。
- 松生町駅は延伸決定当初は建設が計画されておらず、門真市と守口市の要望[43]により2021年に加えられた新駅で、門真市松生町付近に設置される予定である[41][42]。